# Жегалино
Жегалино — посёлок в Инсарском районе Мордовии в составе Нововерхисского сельского поселения.

## География
Находится на правом берегу реки Потиж на расстоянии примерно 10 километров по прямой на восток-северо-восток от районного центра города Инсар.

## История
Упоминается с 1869 года как казенная деревня из 22 дворов. Основан служилыми татарами. По состоянию на 2020 год посёлок опустел.

## Население
| 1989 | 2002 | 2010 |
| ---- | ---- | ---- |
| 29   | ↘10  | ↘1   |

Национальный состав
Согласно результатам Всероссийской переписи населения 2002 года, в национальной структуре населения татары составляли 100 %.